# 霍尔 (俄罗斯)
霍尔（羅馬化：Khor）是俄罗斯哈巴罗夫斯克边疆区的市级镇，为拉佐区人口最多的聚居地。地处哈巴罗夫斯克边疆区南部，位于阿穆尔河流域乌苏里江一支流霍尔河畔，在区行政中心佩列亚斯拉夫卡西南、边疆区首府哈巴罗夫斯克（伯力）南偏西方，距中俄国界不远。
镇内设有同名铁路车站，位于哈巴罗夫斯克（伯力）－符拉迪沃斯托克（海参崴）线上；连接这两座城市的A370公路（乌苏里公路）穿过该镇东部。
该地2022年人口有8,751人；2010年人口10,346；2002年人口11,850；1989年人口13,227。